# Pier Cortese
Pier Cortese, all'anagrafe  Piervincenzo Cortese (Roma, 23 aprile 1977), è un cantautore, musicista e produttore artistico italiano.IL PRIMO DUETTO TRA UMANO E INTELLIGENZA ARTIFICIALE NEL NUOVO PROGETTO DI PIER CORTESE:PRIMO E UNICO AL MONDO.P_her: dal 10 giugno 2025 è uscito il singolo:“SI VIVE".
Per la prima volta, un cantautore duetta con una voce creata con l’Intelligenza Artificiale.Attraverso un lavoro meticoloso, Pier Cortese ha esplorato decine di timbri vocali virtuali, li ha ascoltati, selezionati, scolpiti. Finché non ha trovato “lei”, una voce artificiale capace di vibrare all’unisono con la sua.Il singolo “SI VIVE” è la prima volta di Her nel mondo reale. Primo capitolo di un racconto inedito, P_her, che parla di solitudine, identità fluida, prossimità tra umano e artificiale.Un nuovo modo di intendere la canzone d’autore: ibrida, intima, visionaria.  

## Biografia
Partecipò nel 2000 alla sezione musicale del Giffoni Film Festival, piazzandosi al secondo posto con il brano Meglio Breve. Nello stesso anno aprì i concerti del trio Consoli-Gazzè-Turci. L'anno seguente fu riconfermato da Gazzè per il tour estivo.
Si fece conoscere dal grande pubblico con il singolo Souvenir, tra le canzoni più ascoltate dell'estate 2005.
Nel 2005 è finalista del premio "Musicultura" con il brano Il Basilico.
Nel 2006 si è aggiudicato il "Premio Mia Martini" come miglior artista emergente con l'album Contraddizioni.
Nel 2006 esce il singolo Dimmi come passi le notti.
Nel 2007 ha partecipato al Festival di Sanremo nella Categoria Giovani con il brano Non ho tempo. Nello stesso anno ha debuttato come musicista-conduttore televisivo presentando assieme a Flavia Cercato Stelle e Padelle, un programma  trasmesso su Discovery Real Time e, successivamente, in replica su All Music, dove ha duettato con Franco Califano, Morgan, Federico Zampaglione, Irene Grandi, Giusy Ferreri, Alex Britti, Simone Cristicchi, i Velvet, Paola e Chiara, ecc.
Nel 2008 ha scritto e partecipato alla canzone Tutto può cambiare dell'album In cosa credi di Mondo Marcio.
Il 5 giugno 2009 è uscito il singolo Grazie prodotto insieme ai Planet Funk, poi il successivo 28 agosto è uscito il suo secondo album, Nonostante tutto continuiamo a giocare a calcetto.
Dal 2010 suona in molti club ed è uno dei primi artisti in Europa a portare in giro un progetto chiamato Imè, proponendo i suoi brani con iPad e chitarra. Nel 2012 esce Discoverland, un altro progetto da lui ideato, prodotto, arrangiato e reinterpretato insieme a Roberto Angelini. Nel 2013 partecipa al tour Ecco di Niccolò Fabi come voce, chitarra e iPad. Sempre nello stesso anno scrive un brano interpretato da Marco Mengoni, intitolato Avessi un altro modo e inserito nell'album Pronto a correre. Produce ed è coautore di alcuni brani insieme a Fabrizio Moro dei suoi album L'inizio (2013) e Via delle Girandole 10 (2015).
Nel 2015 realizza un EP di brani destinati ai più piccoli, Little Pier e le storie ritrovate e dedica le sue storie-canzoni al mondo dell'infanzia. Ha portato anche a New York la sua musica di Little Pier, esibendosi davanti agli alunni della Scuola d’Italia Guglielmo Marconi.
Il 20 Maggio 2016 è uscito Drugstore, il nuovo capitolo Discoverland, un concentrato musicale di folk electro psichedelico che riscuote grandi consensi di critica e di pubblico. Nell'estate dello stesso anno scrive la colonna sonora del Docufilm di Rossana Cingolani “Il Filo dell'Acqua”.
Nel 2017 esce il secondo disco del progetto dedicato ai bambini Little Pier con il titolo "Lasciateci la fantasia" al quale partecipano e duettano amici cantautori come: Niccolò Fabi, Simone Cristicchi, Alberto Bianco, Gnut. Nello stesso anno si aggiudica il “Premio Flaiano” come autore della colonna sonora del Cortometraggio “Corpo” di Davide Colaiocco. Nel 2018 è autore, musicista e direttore musicale del programma “Rabona” condotto da Andrea Vianello in onda tutti i venerdì su Raitre.
Nel 2019 è produttore, arrangiatore e coautore del disco Tradizione e tradimento di Niccolò Fabi.Pier Cortese torna sulle scene, nel dicembre 2021, dopo 12 anni, con questo nuovo progetto discografico, "Come siamo arrivati fin qui" ricevendo ottimi riscontri da parte di stampa e critica che hanno dedicato al disco moltissime recensioni entusiaste e approfondimenti sulle maggiori testate.Pier Cortese firma,nel 2022,le musiche originali del film “Come le tartarughe“, opera prima di Monica Dugo, progetto selezionato e promosso dalla Biennale College Cinema, il prestigioso concorso internazionale della Biennale di Venezia per la realizzazione e il sostegno di opere audiovisive, che lo ha scelto quale unico film italiano tra i 4 selezionati quell’anno in tutto il mondo. Nella pellicola è presente anche il brano "Tu non mi manchi", estratto dall'ultimo album del cantautore "Come siamo arrivati fin qui". Dopo la presentazione in anteprima che si è svolta al teatro Ambra Jovinelli di Roma, è uscito martedì 7 marzo 2024 “Sottopelle”, il nuovo EP di Pier Cortese: un progetto nato in collaborazione con Chiara Gamberale e realizzato per il suo nuovo romanzo “I fratelli Mezzaluna”, edito da Salani.
Il cantautore è tornato al fianco della scrittrice in un incontro tra racconto e musica, narrazione e canzone, realizzando uno speciale EP contenuto nell’ultimo romanzo della Gamberale.
Tra le pagine del libro, infatti, è presente un QR Code con un link per l’ascolto in streaming delle cinque tracce che compongono il nuovo lavoro di Pier Cortese.
Parallelamente all’uscita di “Sottopelle”, il cantautore prosegue il tour nei club per presentare il suo ultimo album “Come siamo arrivati fin qui”.Nell'estate del 2024 Pier Cortese ha co-prodotto il nuovo singolo "Maledetta estate" di Fabrizio Moro.Pier Cortese, insieme a Roberto Angelini danno inizio ad un nuovo lavoro che si intitola "Ero", album che si inserisce nel progetto Discoverland, uscito il 20 settembre 2024. È il terzo della serie: il primo uscì nel 2012, il secondo nel 2016. E per questa nuova "creatura", il duo ha messo al lavoro anche l'amico di una vita: Niccolo' Fabi. "Ero" e' un concept album interamente composto da canzoni inedite. Un lavoro di otto brani, frutto della creativita' di Cortese e Angelini.Il tour di DISCOVERLAND, formato dal duo  Pier Cortese e Roberto Angelini, ha attraversato tutta  la penisola per presentare il nuovo album, accompagnato dalla presenza straordinaria di Niccolò Fabi come musicista aggiunto. 25, sono state le date nei maggiori teatri italiani, tutte sold out. L'album ERO ha avuto lusinghieri apprezzamenti, per le tematiche interessanti contenuti nell'LP,dai maggiori blog musicali italiani e Sky Stone & Song lo ha classificato tra i migliori 5 dischi del 2024.IL PRIMO DUETTO TRA UMANO E INTELLIGENZA ARTIFICIALE NEL NUOVO PROGETTO DI PIER CORTESE:PRIMO E UNICO AL MONDO.P_her: dal 10 giugno 2025 è uscito il singolo:“SI VIVE". Per la prima volta, un cantautore duetta con una voce creata con l’Intelligenza Artificiale.Attraverso un lavoro meticoloso, Pier Cortese ha esplorato decine di timbri vocali virtuali, li ha ascoltati, selezionati, scolpiti. Finché non ha trovato “lei”, una voce artificiale capace di vibrare all’unisono con la sua.Il singolo “SI VIVE” è la prima volta di Her nel mondo reale. Primo capitolo di un racconto inedito, P_her, che parla di solitudine, identità fluida, prossimità tra umano e artificiale.Un nuovo modo di intendere la canzone d’autore: ibrida, intima, visionaria.  

## Discografia

### Album in studio
- 2006 - Contraddizioni (Universal)
- 2009 - Nonostante tutto continuiamo a giocare a calcetto (Universal, 2709416)
- 2012 - Discoverland (con Roberto Angelini)
- 2016 - Drugstore
- 2017 - Lasciateci la fantasia
- 2021 - Come siamo arrivati fin qui

### EP
- 2015 - Little Pier e le storie ritrovate

### Singoli
- 2005 - Souvenir
- 2006 - Dimmi come passi le notti
- 2006 - Non ho tempo
- 2006 - Prima che cambierà
- 2009 - Grazie
- 2012 - Anima latina
- 2020 - Tu non mi manchi
- 2021 - È per te
- 2021 - Te lo ricordi
- 2021 - Come siamo arrivati fin qui
- 2024 -  Sottopelle
- 2025 -  Si vive

### Produzioni artistiche
- 2013 - L'inizio (Fabrizio Moro)
- 2015 - Via delle Girandole 10 (Fabrizio Moro)
- 2019 - Tradizione e tradimento (Niccolò Fabi)
- 2024 - Maledetta estate  (Fabrizio Moro)

## Videografia

### Video musicali
| Anno | Titolo                      | Regista/i                            |
| ---- | --------------------------- | ------------------------------------ |
| 2005 | Souvenir                    | Romana Meggiolaro                    |
| 2006 | Contraddizioni              | Romana Meggiolaro                    |
| 2006 | Prima che cambierà          |                                      |
| 2006 | Dimmi come passi le notti   | Jacopo Tartarone                     |
| 2007 | Non ho tempo                | Lorenzo Vignolo                      |
| 2007 | Canzone silenziosa          | Alessandro Carucci, Michele Imperio  |
| 2009 | Più o meno contento         |                                      |
| 2009 | Grazie                      | Gaetano Morbioli, Riccardo Guernieri |
| 2020 | Tu non mi manchi            | Pier Cortese, Walter Monzi           |
| 2021 | È per te                    | Pier Cortese, Walter Monzi           |
| 2021 | Te lo ricordi               | Pier Cortese, Walter Monzi           |
| 2021 | Come siamo arrivati fin qui | Pier Cortese, Walter Monzi           |
| 2023 | Sottopelle                  | Pier Cortese, Walter Monzi           |

#### Partecipazioni in videoclip di altri artisti
| Anno | Titolo             | Artista                         | Regista/i        |
| ---- | ------------------ | ------------------------------- | ---------------- |
| 2008 | Tutto può cambiare | Mondo Marcio feat. Pier Cortese | Jacopo Tartarone |
| 2012 | Anima latina       | Social Band feat. Pier Cortese  | Dario Albertini  |